# Гивенс, Джек
Джек «Гус» Гивенс (англ. Jack "Goose" Givens; род. 21 сентября 1956, Лексингтон, штат Кентукки, США) — американский профессиональный баскетболист. Чемпион Национальной ассоциации студенческого спорта (NCAA) сезона 1977/1978 годов.

## Ранние годы
Джек Гивенс родился в городе Лексингтон (штат Кентукки), учился в Лексингтонской школе Брайан-Стэйшн, в которой играл за местную баскетбольную команду, а в 1974 году признавался лучшим баскетболистом среди учащихся старших школ Кентукки. В 1978 году закончил Кентуккийский университет, где в течение четырёх лет играл за команду «Кентукки Вайлдкэтс», в которой провёл успешную карьеру, набрав в итоге 2038 очков и 793 подбора, к тому же три раза помогал выиграть своей команде регулярный чемпионат Юго-Восточной конференции (1975, 1977—1978), после чего все три раза она доходила как минимум до 1/4 финала NCAA. Кроме того «Вайлдкэтс» два раза (1975, 1978) выходили в финал студенческого чемпионата США, а в 1978 году стали чемпионами Национальной ассоциации студенческого спорта (NCAA), Гивенс же набрал в финальном матче 41 очко и был признан самым выдающимся игроком этого баскетбольного турнира. Свитер под номером 21, под которым он выступал за «Кентукки Вайлдкэтс», был изъят из обращения и вывешен под сводами «Рапп-арены», баскетбольной площадки, на которой «Дикие коты» проводят свои домашние матчи.

## Карьера игрока
Играл на позиции лёгкого форварда и атакующего защитника. В 1978 году был выбран на драфте НБА под 16-м номером командой «Атланта Хокс», в которой провёл всю свою непродолжительную карьеру в НБА (всего 2 сезона). В 1978 году Гивенс признавался спортсменом года среди студентов Юго-Восточной конференции, баскетболистом года среди студентов по версии Helms Foundation, а также включался во 2-ю всеамериканскую сборную NCAA. Всего за карьеру в НБА сыграл 156 игр, в которых набрал 1040 очков (в среднем 6,7 за игру), сделал 456 подборов, 142 передачи, 123 перехвата и 36 блок-шотов.

## Работа на телевидении
После завершения профессиональной карьеры игрока Гивенс работал телевизионным аналитиком НБА в различных сетях и командах, особенно с Turner Broadcasting System (TBS) и «Орландо Мэджик» на американских региональных спортивных кабельных каналах Sun Sports и Fox Sports Florida с момента создания команды в 1989 году и до 2004 года, когда его сменил на этой должности Мэтт Гукас, первый главный тренер «Волшебников».

## Семья
Джек Гивенс от своей жены Линды имеет двоих детей: Джереми и Джейми.

## Статистика

### Статистика в НБА
| Сезон                                                                                    | Команда | Регулярный сезон | Регулярный сезон | Регулярный сезон | Регулярный сезон | Регулярный сезон | Регулярный сезон | Регулярный сезон | Регулярный сезон | Регулярный сезон | Регулярный сезон | Регулярный сезон | Серия плей-офф | Серия плей-офф | Серия плей-офф | Серия плей-офф | Серия плей-офф | Серия плей-офф | Серия плей-офф | Серия плей-офф | Серия плей-офф | Серия плей-офф | Серия плей-офф |
| Сезон                                                                                    | Команда | GP               | GS               | MPG              | FG%              | 3P%              | FT%              | RPG              | APG              | SPG              | BPG              | PPG              | GP             | GS             | MPG            | FG%            | 3P%            | FT%            | RPG            | APG            | SPG            | BPG            | PPG            |
| ---------------------------------------------------------------------------------------- | ------- | ---------------- | ---------------- | ---------------- | ---------------- | ---------------- | ---------------- | ---------------- | ---------------- | ---------------- | ---------------- | ---------------- | -------------- | -------------- | -------------- | -------------- | -------------- | -------------- | -------------- | -------------- | -------------- | -------------- | -------------- |
| 1978/79                                                                                  | Атланта | 74               |                  | 18,2             | 41,5             |                  | 75,6             | 2,9              | 1,1              | 1,0              | 0,2              | 7,7              | 9              |                | 9,0            | 33,3           |                | 100,0          | 2,3            | 0,3            | 0,1            | 0,2            | 2,6            |
| 1979/80                                                                                  | Атланта | 82               |                  | 15,3             | 38,5             | 0,0              | 82,8             | 3,0              | 0,7              | 0,6              | 0,2              | 5,7              | 4              |                | 9,0            | 21,4           | -              | -              | 1,3            | 0,8            | 0,5            | 0,0            | 1,5            |
|                                                                                          | Всего   | 156              |                  | 16,7             | 40,1             | 0,0              | 79,1             | 2,9              | 0,9              | 0,8              | 0,2              | 6,7              | 13             |                | 9,0            | 29,5           | -              | 100,0          | 2,0            | 0,5            | 0,2            | 0,2            | 2,2            |
| Наведите курсор мыши на аббревиатуры в заголовке таблицы, чтобы прочесть их расшифровку. |         |                  |                  |                  |                  |                  |                  |                  |                  |                  |                  |                  |                |                |                |                |                |                |                |                |                |                |                |